# Хусино
Ху́сино — село в общине Тузла Федерации Боснии и Герцеговины.

## География
Площадь 20 км² (6,5 % территории общины), 800 домов, 1 572 жителей. Местность холмистая, к северу — гора Марковиште высотой 348 метра с телевышкой FTV (965.25 МГц, канал 49), важный опорный пункт в период Второй мировой войны.

## История
Село возникло в начале XV века, в 1463 году было занято Османской империей и с соседними деревнями Божичи и Клиештевина образовало отдельную административно-территориальную единицу. По переписи 1533 года имело 13 домов, в 1548 году — 17, в 1600 году — 20.
Недалеко расположена католическая часовня с иконой Хусинской Богородицы, традиционная остановка паломников на пути в Олово на праздник Успения.
Во второй половине 1920 года КПЮ организовала в этой местности ряд предвыборных собраний и выступлений против повышения цен. 21—28 декабря 1920 в Хусине и окрестностях произошло антиправительственное выступление шахтров, получившее название «Хусинское восстание».
10 октября 1943 года в селе была сформирована 18-я Хорватская Восточно-Боснийская бригада НОАЮ.
После войны неподалеку была построена Тузланская теплоэлектростанция.

## Население
Населено преимущественно хорватами — католиками. Колебания национального состава объясняются наличием значительной цыганской общины.
| Год переписи        | 1991 | 1981 | 1971 | 1961 |
| ------------------- | ---- | ---- | ---- | ---- |
| Хорваты             | 917  | 1618 | 1688 | 1655 |
| Сербы               | 10   | 70   | 86   | 25   |
| Мусульмане          | 8    | 19   | 70   | 5    |
| Югославы            | 557  | 199  | 43   | 6    |
| Словенцы            | —    | 1    | 2    | 3    |
| Македонцы           | —    | 2    | —    | —    |
| Черногорцы          | —    | 5    | 2    | 4    |
| Прочие и не указано | 80   | 74   | 72   | —    |
| Итого               | 1572 | 1988 | 1963 | 1698 |

## Культура и спорт
До 1990-х годов в селе действовал любительский театр 16 August — Husino, который затем был переименован в «Хорватский театр Соли». Имеется Хорватское культурно-художественное общество, с 2015 года проводится Художественная колония.
Футбольная команда NK Husinski Rudar Zrinski Husino, до слияния с NK Zrinski — NK Radnički и NK Husinski rudar.

## Известные уроженцы
- Мийо «Гуя» Керошевич — шахтёр и партизан, Народный герой Югославии.